# Michalská

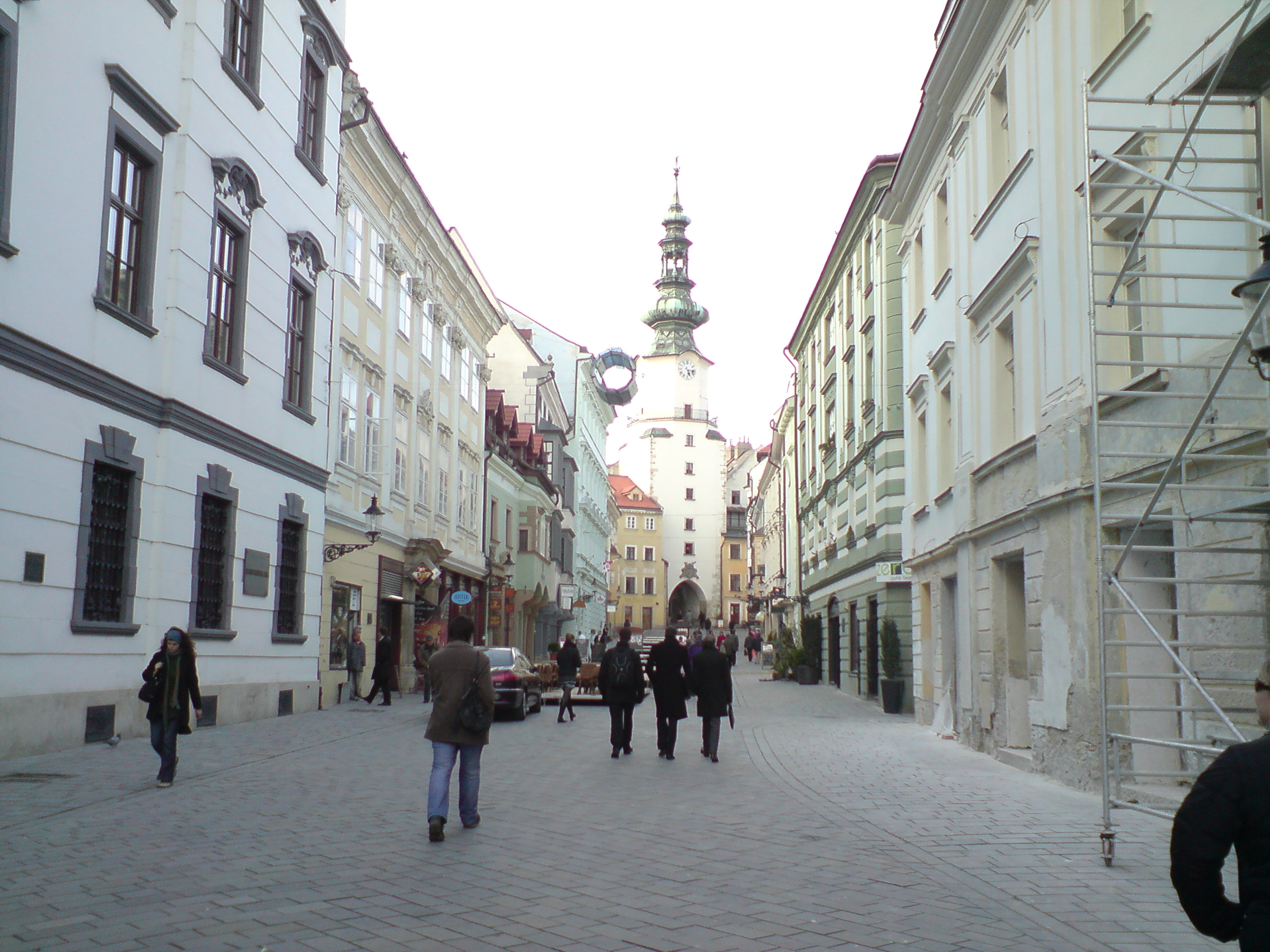
Ulica Michalská

Michalská (niemiecki:  Michaelergasse, węgierski: Mihály utca) – ulica na Starym Mieście w Bratysławie, usytuowana pod Bramą Michalską. Jej przedłużeniem jest ulica Sedlárskej k Strakovej tworzy ulicę Ventúrska.
Przy ulicy znajdują się: Segnerova kúria, Pałac Jesenákov i Pałac Uhorskej kráľovskej komory.